# Club de Golf Osona-Montanyà

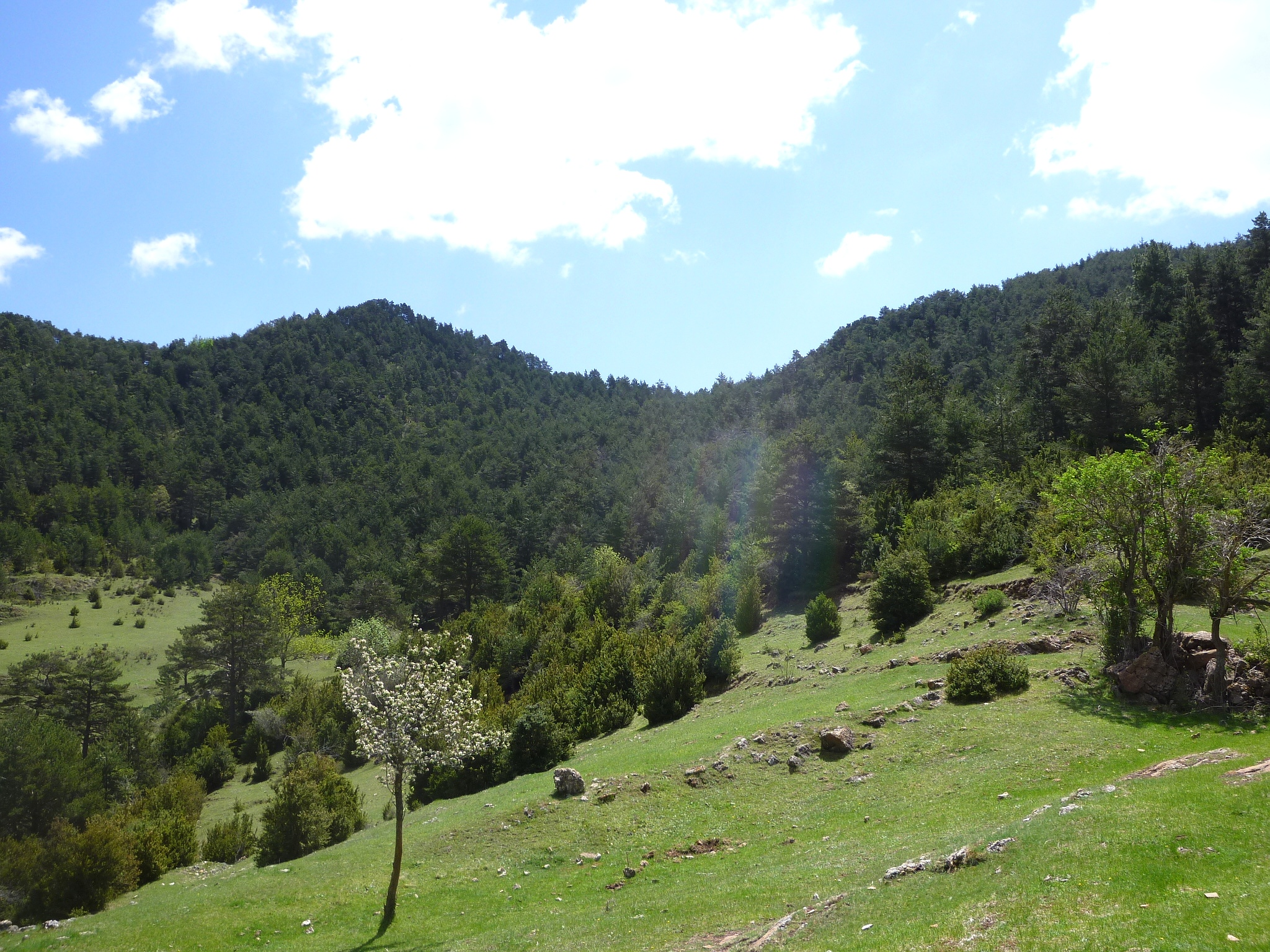
Coll dels Brulls

Club de Golf Osona-Montanyà és un camp de golf inaugurat l'any 1989 que s'ubica a la finca anomenada l'Estanyol, al Brull (Osona), dins el Parc Natural del Montseny.
Dissenyat per Dave Thomas, va ser inaugurat l'any 1989. El recorregut té una longitud aproximada de 6.067 metres en barres grogues i 5.177 metres en barres vermelles. Es tracta d'un "par" 72 pels 18 forats. Consta de 4 par 3, 10 par 4 i 4 par 5. Els 9 primers forats i els altres 9 tenen unes característiques molt diferents.
El club ocupa principalment la finca anomenada l'Estanyol, de la que existeixen referències des de l'any 1497. L'antiga casa pairal és ara la casa del club. Aquesta propietat va ser adquirida i reformada per diferentes propietaris fins que l'any 1866 va adquirir l'actual aparença exterior. Finalment, la familia Roquer, dedicada a l'agricultura i a la ramaderia va vendre la finca l'any a la societat Alzinars del Montseny, S.A., responsable de la construcció de les instal·lacions del club de golf.